# Горунь (Ясси)
Горунь, Горуні (рум. Goruni) — село у повіті Ясси в Румунії. Входить до складу комуни Томешть.
Село розташоване на відстані 321 км на північ від Бухареста, 10 км на південний схід від Ясс.

## Населення
За даними перепису населення 2002 року у селі проживали 1235 осіб, усі — румуни. Усі жителі села рідною мовою назвали румунську.

## Галерея

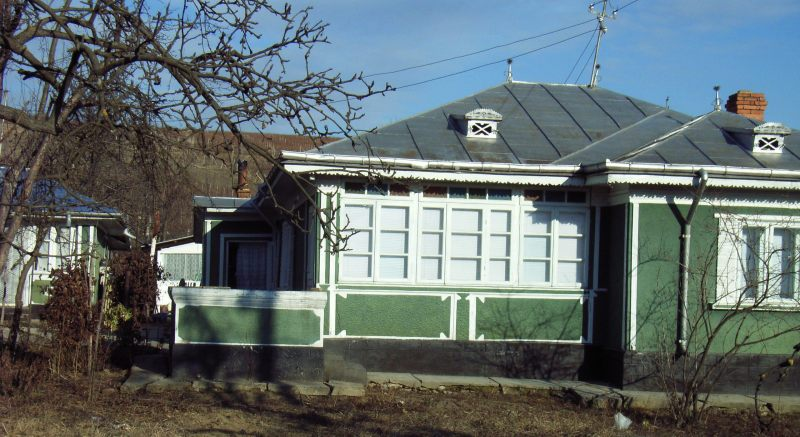